# Helen Morgan
Helen Morgan (Walsall, 29 de setembro de 1952) é uma modelo e rainha da beleza do Reino Unido que venceu e depois foi destituída do título de Miss Mundo 1974.
Ela foi a quarta concorrente do Reino Unido a vencer este concurso e meses antes havia sido segunda colocada no Miss Universo 1974.

## Biografia
Helen trabalhava como bancária no País de Gales quando começou a trabalhar como modelo em horário de meio período. Nesta atividade, foi levada aos concursos de beleza. "Era nascida em uma família comum do Reino Unido", escreveu a Aventuras na História em 16 de julho de 2020.

## Participação em concursos de beleza

### Miss País de Gales e Miss Reino Unido
Em 1974, venceu o Miss País de Gales e depois o Miss Reino Unido. Helen estava relutante em participar do primeiro concurso, o que só aceitou depois de receber 30 libras, substituindo outra candidata que desistiu em cima da hora.

### Miss Universo
Como Miss País de Gales ela participou do Miss Universo, onde ficou em segundo lugar, perdendo para a espanhola Amparo Muñoz - que seis meses depois renunciaria à coroa.

### Miss Mundo
Meses depois, as 22 anos de idade, com a faixa do Reino Unido, participou do Miss Mundo e venceu o concurso ao derrotar outras 57 concorrentes no dia dia 22 de novembro, no Royal Albert Hall, em Londres. No entanto, renunciou ao título quatro dias depois.

#### Escândalo: a renúncia de Helen
Quatro dias depois de vencer, ela foi obrigada a renunciar ao se descobrir que era mãe solteira de um filho e um ano e meio. O fato não feria nenhuma regra do concurso (que só estipulava que as participantes não podiam ser casadas), mas a pressão dos tablóides e ameaças de um ex-namorado de ser chamada a depor numa ação de divórcio e paternidade do filho, acabaram levando-a a ser destronada pela organização.
A revista espanhola Hola, no entanto, era simpática à ideia de uma Miss Mundo que era mãe e escreveu que houve protestos quando ela foi destituída (imagens 1 e 2 das páginas da Hola, edição 1580). "Simpatia com o caso da miss mamãe", escreveu a publicação.
No lugar de Helen assumiu o posto de Miss Mundo 1974 a sul-africana Anneline Kriel, que havia ficado em segundo lugar no concurso.

## Vida após os concursos
Depois de toda a polêmica, ela teve a permissão de continuar a manter seus outros títulos nacionais, deixou o emprego no banco e assumiu uma carreira bem sucedida como modelo e na televisão britânica.
Na década de 1980 ela casou-se, teve mais dois filhos e deixou a Inglaterra, indo viver em Marbella, na Espanha, com os filhos e o marido, Ronny Lamb. Em 2004, trinta anos após seu título, os organizadores do Miss País de Gales a persuadiram a voltar ao país para participar do concurso daquele ano como jurada.

### No Miss Mundo 2011
Em 2011, ao mesmo tempo em que anunciava que Helen estaria na final do concurso, o Independent escrevia que ela "foi uma das vencedoras mais controversas do Miss Mundo". O jornal também relatou que ela vivia num exílio autoimposto. Ao entrevistá-la para aquela edição, no dia 6 de novembro de 2011, o jornal a questionou sobre os protestos feministas previstos para o evento, ao que ela respondeu: "É apenas entretenimento. Se você não gosta de algo assim, não assista. Simples. Há tantas coisas que são problemas maiores."

## Curiosidades
- Ela foi a primeira a ser substituída por sua vice e a segunda a renunciar (ou ser destituída) oficial e publicamente, após Marjorie Wallace em 1973. Foi também a terceira a não terminar o reinado, depois de Marjorie e Lúcia Tavares Petterle em 1971.
- Helen havia sido a quarta concorrente do Reino Unido a vencer o Miss Mundo, tendo sido precedida por Rosemarie Frankland em 1961, Ann Sydney em 1964 e Lesley Langley em 1965.